# Landeskriminalamt Thüringen
Das Landeskriminalamt Thüringen ist obere Landesbehörde der Thüringer Polizei und dem Thüringer Ministerium für Inneres und Kommunales unmittelbar nachgeordnet. Es ist Zentralstelle für das polizeiliche Informations- und Kommunikationswesen und koordiniert und unterstützt die Einsätze und Ermittlungen aller Thüringer Polizeidienststellen, denen es im Einzelfall Weisungen erteilen sowie Empfehlungen geben kann.
Das Landeskriminalamt Thüringen hat derzeit keinen Präsidenten. Es wird durch den Vizepräsidenten, Herrn LKD Heiko Schmidt, vertreten. Der Hauptsitz ist in Erfurt. In unmittelbarer Nähe wurde ab August 2009 für mehrere Dienststellen der Thüringer Polizei ein neues Behördenzentrum gebaut.

## Geschichte

### Weimarer Republik (1920–1930)
Der erste Vorläufer des Thüringer Landeskriminalamtes wurde am 3. Juli 1922 beim Thüringer Innenministerium als Kriminalabteilung (Abteilung K) gegründet, welche direkt dem Minister unterstand und sich aus kommunalen Kriminalbeamten zusammensetzte. Zuständig waren diese ausschließlich für „Angelegenheiten im Zusammenhang mit Vereinen, Verbänden und Personen die staatsfeindliche Zwecke verfolgten sowie auf verbotene und aufgelöste Vereine und Vereinigungen“, was einer politischen Polizei gleichkam. Das erste Landeskriminalamt, noch unter anderen Namen, wurde am 24. April 1923 als Landeskriminalpolizeiamt gegründet und ging aus der Abteilung K hervor mit eigenständiger Behördentätigkeit. Dessen Aufgaben waren ähnlich gehalten, erweiterten sich aber um die Bereiche Spionagebekämpfung und Ahndung aller Verstöße gegen das „Republikschutzgesetz“.
Ein Jahr später wurde das Amt in Landeskriminalamt umbenannt und entwickelte sich als zentrale Kriminalbehörde im Land, indessen Folge erfolgte auch die Einbeziehung der örtlichen Polizeibehörden in die Arbeit des LKA. 1926 setzte sich das Landeskriminalamt aus vier Kriminalbeamten, einer unbekannten Anzahl abkommandierter Beamten von anderen Behörden sowie drei Bürobeamten zusammen. Bereits am 29. März 1930 erfolgte jedoch wieder die Auflösung des LKA's als eigenständige Behörde und die Eingliederung als Landeskriminalpolizeistelle in die Polizeidirektion Weimar.

### Wiedervereinigung bis Gegenwart
Die Behörde wurde ab Februar 1991 aufgebaut und nahm im Juli ihre Arbeit auf. Erster Leiter des Landeskriminalamtes war Helmut Schweigert, der am 4. November 1991 von Uwe Kranz abgelöst wurde. Kranz wurde im Sommer 1993 zum ersten Präsidenten der Behörde ernannt. Ihm folgte 1997 kommissarisch Egon Luthardt, bis Harald Kunkel im Jahr 2000 zum Präsidenten der Behörde ernannt wurde. 2004 bis 2008 war Helmut Huber Präsident. Werner Jakstat wurde im Oktober 2010 zum vierten, Frank-Michael Schwarz im Februar 2016 zum fünften Präsidenten ernannt.
Das Aufgabengebiet der Behörde wurde bis zum Jahr 2001 um die Spezialbereiche Kriminaltechnik, Spezialeinsatzkommando (SEK) und Polizeilicher Staatsschutz erweitert.

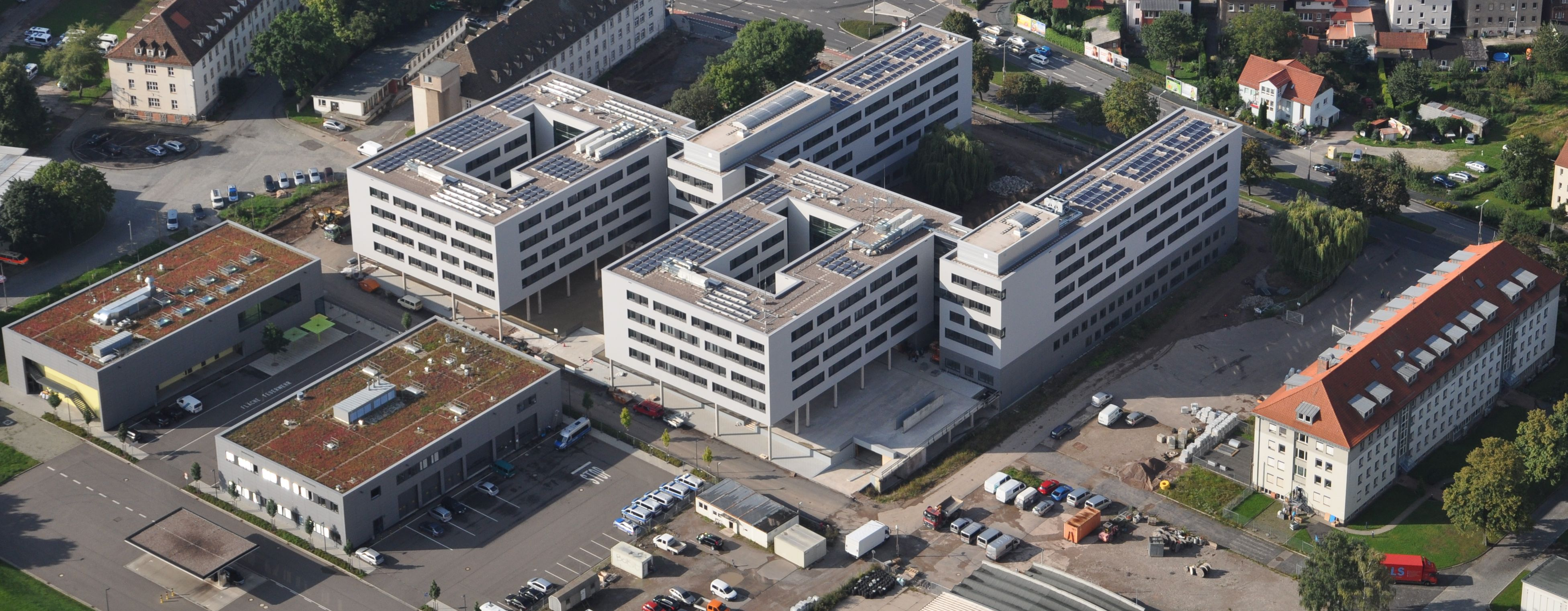
Luftaufnahme des Neubaukomplexes für die Thüringer Behörden Landeskriminalamt und Bereitschaftspolizei (2014)

2009 begann der seit 2007 geplante Neubau des Landeskriminalamtes in der Nachbarschaft der derzeitigen Behördenstandortes. Die Grundsteinlegung erfolgte am 3. August. Die Kosten des Neubaus betrugen etwa 70 Millionen Euro und weitere 9 Millionen Euro für Ausstattung, Labors und technische Ausrüstung. 2013 und 2014 wurde nach der Fertigstellung des Rohbaus der Innenausbau durchgeführt. Nach Bauverzögerungen wurde das Gebäude im Dezember 2014 an die künftigen Nutzer übergeben und bis März 2015 bezogen.

## Aufgaben
Gemäß § 1 Abs. 2 Bundeskriminalamtgesetz (BKAG) unterhalten die Bundesländer die Landeskriminalämter als zentrale Dienststellen der Kriminalpolizei ihres Hoheitsgebietes. Die Landeskriminalämter sichern die Zusammenarbeit des Bundes und der Länder in der Kriminalitätsbekämpfung.
Das Thüringer Landeskriminalamt ist die zentrale Dienststelle der Thüringer Polizei für kriminalpolizeiliche Aufgaben. Als solche hat sie insbesondere kriminaltechnische und erkennungsdienstliche Untersuchungen durchzuführen und Gutachten zu erstellen, die Kriminalitätsbekämpfung zu koordinieren und die für die Kriminalitätsbekämpfung bedeutsamen Daten zu sammeln und auszuwerten. Es ist befugt, mit Zustimmung des Thüringer Innenministeriums Verwaltungsvorschriften zu erlassen.
Weitere Aufgaben und Zuständigkeiten des Landeskriminalamtes ergeben sich unter anderem aus der Thüringer Richtlinie zur Durchführung des Polizeiorganisationsgesetzes (RLPOG). Durch Rechtsverordnung des Thüringer Innenministeriums wurde dem Landeskriminalamt zudem die Fachaufsicht über die Thüringer Polizeidienststellen übertragen.
Die Aufgaben des Landeskriminalamtes Thüringen gliedern sich in die Schwerpunktbereiche:

### Zentralstelle
Als Zentralstelle organisiert das Landeskriminalamt vor allem die fachliche Zusammenarbeit der Thüringer Polizeidienststellen untereinander sowie mit anderen nationalen und internationalen, überwiegend europäischen, Polizeibehörden.
Das Landeskriminalamt Thüringen ist unter anderem Zentralstelle:
- für die kriminalpolizeiliche Zusammenarbeit der Thüringer Polizei mit dem Bundeskriminalamt, der Bundespolizei, der Zoll- und Finanzverwaltung sowie mit den Landeskriminalämtern anderer Bundesländer und den Nachrichtendiensten des Bundes und der Länder sowie die Wahrnehmung der internationalen polizeilichen Zusammenarbeit, einschließlich des Rechtshilfeverkehrs und der Unterhaltung einer Koordinierungsstelle für Europol sowie für internationale Fahndungen,
- für die strategische und operative Auswertung der Kriminalitätsentwicklung,
- für die Durchführung fallanalytischer Verfahren bzw. der Fallberatung in Fällen der Schwerstkriminalität (Fallanalyse, Tathergangsanalyse und Täterprofilerstellung),
- für die Bekämpfung der Computerkriminalität (Cybercrime) und der Politisch motivierten Kriminalität (PMK),
- für den Zeugenschutz im Rahmen der Strafverfolgung,
- für das Betreiben von kriminaltechnischen und erkennungsdienstlichen Einrichtungen sowie die Erstattung kriminaltechnischer und erkennungsdienstlicher Gutachten für Straf- und Bußgeldverfahren auf Anforderung von Polizeidienststellen, Staatsanwaltschaften und Gerichten und deren Vertretung vor Gericht sowie
- für das polizeiliche Informations- und Kommunikationswesen der Thüringer Polizei; dazu obliegt dem Landeskriminalamt die Planung und Entwicklung von Informations- und Kommunikationssystemen für die Thüringer Polizei sowie der Betrieb, soweit dieser nicht durch das Zentrum für Informationsverarbeitung (ZIV) der Thüringer Landesverwaltung sichergestellt wird.

### Kriminalpolizeiliche Dienststelle
Das Landeskriminalamt Thüringen ist eine kriminalpolizeiliche Dienststelle mit eigener Zuständigkeit für die Bearbeitung von Straftaten, unter anderem für Fälle der Organisierten Kriminalität, des Hoch- und Landesverrates, der Gefährdung der demokratischen Rechtsordnung, der Bildung terroristischer Vereinigungen, der Geld- und Wertzeichenfälschung, bestimmter waffenrechtlicher Straftaten, der schweren Betäubungsmittelkriminalität sowie qualifizierter Wirtschafts- und Korruptionsstraftaten.
Darüber hinaus umfasst die Zuständigkeit polizeiliche Verwaltungsaufgaben und Dienstleistungen wie:
- die Entscheidung über Anträge auf Auskunft aus personenbezogenen Unterlagen und Daten in überregionalen polizeilichen personenbezogenen Sammlungen im Einvernehmen mit der aktenführenden Polizeibehörde und gegebenenfalls die Unterrichtung des Bundeskriminalamtes,
- die Wahrnehmung der Aufgaben der Telekommunikationsüberwachungsstelle, den Einsatz technischer Mittel zur Datenerhebung,
- das Vorhalten von Spezialeinheiten und von Spezialkräften:
  - Spezialeinsatzkommando und mobiles Einsatzkommando,
  - Beratergruppe für Fälle schwerster Gewaltkriminalität,
  - Geschäftsstelle der Verhandlungsgruppe,
  - Unkonventionelle Spreng- und Brandvorrichtungen,
  - Tatortgruppe,
- Bearbeitung aller Arten von Zuverlässigkeits- und Sicherheitsüberprüfungen,
- die Bereitstellung von IuK-Systemen,
- das Betreiben der Autorisierten Stelle Digitalfunk.

## Behördenstruktur

### Organisation
Das Landeskriminalamt Thüringen umfasst sieben Abteilungen mit 29 Dezernaten. Die Führungsunterstützung erfolgt durch den Bereich Controlling/Qualitätsmanagement/Präsidialbüro. Dazu kommt noch eine Projektgruppe für den Neubau in der Kranichfelder Straße in Erfurt.
- Abteilung Zentrale Dienste
- Abteilung Polizeilicher Staatsschutz (Politisch motivierte Kriminalität, Politisch motivierte Ausländerkriminalität, Personenschutz)
- Abteilung Einsatz- und Ermittlungsunterstützung (u. a. Einsatzbegleitende Maßnahmen, Spezialeinheiten, Verdeckte Maßnahmen)
- Abteilung Kriminaltechnik (u. a. Brandermittlung, DNA-Analytik, Forensik)
- Abteilung Information und Kommunikation
- Abteilung Auswertung und Ermittlungen (u. a. Organisierte Kriminalität, Wirtschaftskriminalität)

### Personal

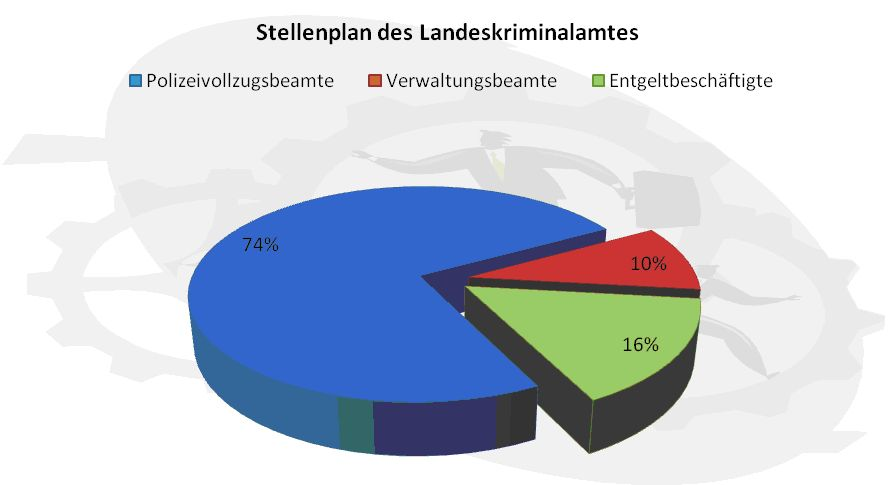
Verteilung der Stellen des Landeskriminalamtes Thüringen in Polizeivollzugsbeamte, Verwaltungsbeamte und Entgeltbeschäftigte

Der Landeshaushaltsplan 2016/2017 sieht im Jahr 2016 für das Landeskriminalamt Thüringen 551 Beamtenstellen und 105 Entgeltbeschäftigte vor. Die Planstellen stehen für Polizeivollzugsbeamte, Verwaltungsbeamte und Entgeltbeschäftigte bereit.
Neben der Berufsgruppe der Polizeivollzugsbeamten ist eine Vielzahl von Mitarbeitern aus anderen Berufen im Landeskriminalamt beschäftigt. So sind u. a. in der Abteilung Kriminaltechnik Wissenschaftler aus den Gebieten Mathematik, Physik, Chemie und Ingenieure eingesetzt. In der Abteilung Information- und Kommunikation sowie Einsatz- und Ermittlungsunterstützung werden auch Informatiker und andere Fachkräfte beschäftigt. In der Abteilung Auswertung und Ermittlung sind Diplom-Betriebswirte, Psychologen und Juristen tätig.

### Budget
Gemäß Thüringer Haushaltsplan 2016/2017 wurde dem Landeskriminalamt Thüringen für das Jahr 2016 ein Budget von € 38.595.700 zugewiesen, das sich in verschiedene Haushaltsgruppen aufteilt:
| Ausgaben (Ansatz)                                                       | Haushaltsjahr 2015 | Haushaltsjahr 2016 | Haushaltsjahr 2017 |
| ----------------------------------------------------------------------- | ------------------ | ------------------ | ------------------ |
| Personalausgaben                                                        | € 28.601.100       | € 29.157.200       | € 29.668.900       |
| Sächliche Verwaltungsausgaben und Ausgaben für den Schuldendienst       | € 7.979.400        | € 7.116.100        | € 7.160.600        |
| Ausgaben für Zuweisungen und Zuschüsse mit Ausnahme für Investitionen   | € 15.000           | € 6.000            | € 6.000            |
| Sonstige Ausgaben für Investitionen und Investitionsförderungsmaßnahmen | € 2.326.000        | € 2.316.400        | € 1.661.300        |
| Gesamt                                                                  | € 38.921.500       | € 38.595.700       | € 38.496.800       |

## Zusammenarbeit

### Nationale Zusammenarbeit
Im Rahmen der bundesländerübergreifenden Zusammenarbeit sind Mitarbeiter des Landeskriminalamtes in Kommissionen, Projekt- und Expertengruppen vertreten. Sie vertreten das Land Thüringen auch in Sicherheitskooperationen mit dem Freistaat Sachsen und den Bundesländern Brandenburg und Sachsen-Anhalt. Ferner ist das LKA in die Zusammenarbeit mit anderen Behörden und Einrichtungen (z. B. im Bereich des Innenressorts, der Justiz, der Wirtschaft und der Umwelt sowie der Luftsicherheit) eingebunden.

### Internationale Zusammenarbeit
Das Landeskriminalamt Thüringen arbeitet mit der Europol-Dienststelle in Den Haag zusammen und nimmt regelmäßig an Expertentreffen von Europol teil. Der Freistaat Thüringen erhält dadurch Informationen über die neuesten Entwicklungen und Tendenzen bei verschiedenen Kriminalitätsphänomenen, die so besser bekämpft werden können.
Über die Rechtshilfestelle wird in Zusammenarbeit mit dem Bundeskriminalamt der polizeiliche Dienstverkehr mit dem Ausland für die Thüringer Polizei und die Justizbehörden koordiniert und gesteuert. Die Internationale polizeiliche Zusammenarbeit (IPZ) bewertet, bewilligt und steuert dabei für Thüringen ein- und ausgehende internationale Ersuchen in strafrechtlichen Angelegenheiten. Sie ist für die Einleitung von internationalen Fahndungen mittels europäischer bzw. internationaler Haftbefehle zuständig und koordiniert in diesem Zusammenhang auch die Teilnahme von Thüringer Polizeibeamten an Amtshandlungen im Ausland. Zudem fungiert die Internationale polizeiliche Zusammenarbeit als zentrale Ansprechstelle für Europol-Angelegenheiten.

## Ermittlungsschwerpunkte

### Politisch motivierte Kriminalität
Das Landeskriminalamt Thüringen führt Ermittlungsverfahren zu herausragenden und öffentlichkeitswirksamen Straftaten der Politisch motivierten Kriminalität -rechts- (PMK -rechts-), -links- (PMK -links-) und der Politisch motivierten Ausländerkriminalität (PMAK) sowie zu landesweiten und länderübergreifenden Ermittlungsverfahren durch und unterstützt ggf. die Dienststellen des Bundes, der Bundesländer und des Freistaates bei der Bearbeitung eigener Ermittlungsverfahren auf dem Gebiet der Politisch motivierten Kriminalität.
Mit Hilfe der Auswertung führt der Ermittlungsbereich Strukturermittlungen zu Gruppierungen, Organisationen und Vereinen sowie zu szenetypischen Treff- und Sammelpunkten, Versandhandel, Szeneläden und Produktionsstätten durch.
Die Bekämpfung des Rechtsextremismus bildet einen Schwerpunkt im Freistaat Thüringen. Im Bereich der Auswertung PMK -rechts- werden vor diesem Hintergrund eingehende Informationen und Daten bewertet, aufgearbeitet und erfasst, um Lagen und Tendenzen rechtzeitig zu erkennen und beurteilen zu können.
Im Frühjahr 2013 wurde vom Thüringer Innenministerium eine Ermittlungsgruppe eingesetzt, die zunächst in der Struktur einer Besonderen Aufbauorganisation (BAO) arbeitete. Die BAO „Zentrale Ermittlungen und Strukturaufklärung - Rechts“ (BAO ZESAR) ist der Abteilung Polizeilicher Staatsschutz im Landeskriminalamt Thüringen angegliedert. Ziel ist die Optimierung der Bekämpfung der PMK -rechts-, insbesondere militanter, gewalttätiger und gewaltbereiter rechtsextremistischer bzw. rechtsterroristischer Aktivitäten in einem ganzheitlichen Ansatz und einer intensiven Kooperation zwischen allen Sicherheitsbehörden.
Die BAO ZESAR verdichtet dienststellenübergreifend und durch eine aktive Informationsbeschaffung innerhalb und außerhalb von Ermittlungsverfahren lokale Erkenntnisse zu überregionalen Lageinformationen. Daraus lassen sich Strafverfolgungs- aber auch Präventionsansätze ableiten. Die Strafverfolgung gegen Rechtsextremisten wird durch Führung von Sammelverfahren und täterorientierte Ermittlungen effektiviert sowie die Fahndung nach flüchtigen Rechtsextremisten intensiviert.
Mit Bekanntwerden der Straftaten der Terrorgruppe Nationalsozialistischer Untergrund (NSU) im November 2011 war für die Sicherheitsbehörden die Erkenntnis verbunden, dass jahrelang Aktivitäten dieser Gruppe falsch bewertet und Zusammenhänge nicht erkannt wurden. Auffällige Ermittlungspannen in diesem Feld wurden in mehreren NSU-Untersuchungsausschüssen thematisiert.
Mit dem Ziel der Verbesserung der Zusammenarbeit der Sicherheitsbehörden von Bund und Ländern wurde ein „Gemeinsames Abwehrzentrum gegen Rechtsextremismus/Rechtsterrorismus“ (GAR) eingerichtet. Dieses soll den Informationsaustausch zwischen den polizeilichen und nachrichtendienstlichen Sicherheitsbehörden von Bund und Ländern verbessern. Das Landeskriminalamt Thüringen entsendet einen Beamten in das GAR.
Die Gefährdungslage in der Bundesrepublik Deutschland und damit auch im Freistaat Thüringen wird maßgeblich durch die Bedrohung aus dem Bereich des islamistischen Terrorismus bestimmt.
Die im „Gemeinsamen Terrorismusabwehrzentrum“ (GTAZ) vertretenen Behörden verstärkten ihre Zusammenarbeit auf verschiedenen Ebenen und Foren über den operativen Informationsaustausch sowie in verschiedenen Arbeitsgruppen. Das Landeskriminalamt Thüringen ist im GTAZ durch einen Beamten ständig vertreten.

### Wirtschaftskriminalität
Ermittler des Landeskriminalamtes Thüringen bearbeiten Verfahren der Wirtschaftskriminalität. Personal kommt aus verschiedenen Fachbereichen wie z. B. Wirtschafts- und Buchprüfer, Finanzermittler sowie IT-Spezialisten zum Einsatz. Das Landeskriminalamt Thüringen bearbeitet komplexe Ermittlungsverfahren, die teilweise auch umfangreiche Auslandsbezüge aufweisen und von einer hohen Öffentlichkeitswirksamkeit begleitet werden. So führte beispielsweise der Ermittlungskomplex „KI.KA“ im April 2011 zur Anklageerhebung am Landgericht Erfurt.

### Organisierte Kriminalität und Rockerkriminalität
Im Rahmen der Bekämpfung der Organisierten Kriminalität wird im Landeskriminalamt Thüringen zentral die Rockerkriminalität bearbeitet. Anhand von Analyse- und Auswerteerkenntnissen bildete sich das Phänomen der Rockerkriminalität zunehmend zu einem Schwerpunkt der Organisierten Kriminalität heraus.

### Cybercrime
Im dritten Quartal 2014 wurde, der zunehmenden Bedeutung der IT-Technik bei der Begehung von Straftaten entsprechend, das Dezernat Cybercrime gegründet. Bis dahin ermittelte zumindest eine Ermittlergruppe insbesondere zu Straftaten mit Bezug zur Kinderpornografie.

## Einsatz- und Ermittlungsunterstützung

### Zielfahndung
Das 1994 gegründete Zielfahndungskommando ist eines der kleinsten Kommandos im bundesdeutschen Vergleich. Es dient der Festnahme von ausgewählten Straftätern, denen Kapitalverbrechen, schwerwiegende Verstöße gegen das Betäubungsmittelgesetz, erhebliche Wirtschaftsstraftaten oder Raubhandlungen vorgeworfen werden und die als besonders gefährlich eingestuft werden. Bis 2014 wurden 189 Festnahmen vollzogen, davon 157 im Ausland.

### Tatortgruppe

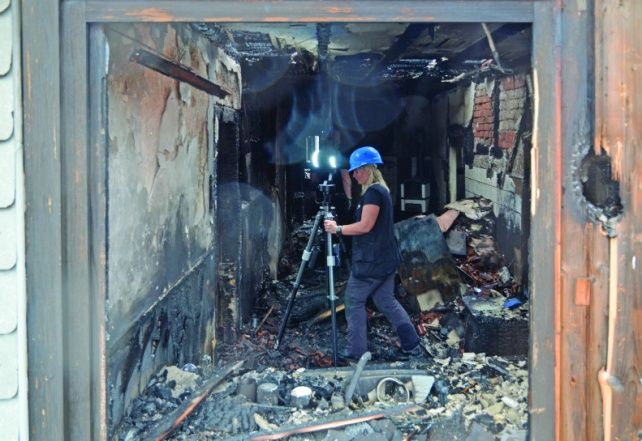
Tatortgruppenarbeit an einem Tatort

Die Tatortgruppe koordiniert die kriminaltechnische Tatortarbeit und organisiert die Zusammenarbeit bei der Spurensuche und Spurensicherung mit anderen Polizeidienststellen. Sie kommt insbesondere bei Kapitalverbrechen, terroristischer Gewaltkriminalität sowie bei großen Schadenslagen mit erheblichem Ausmaß zum Einsatz. Darüber hinaus wird die Tatortgruppe auf Anforderung der Landespolizeidirektion, anderer Landeskriminalämter oder des Bundeskriminalamtes tätig.
Mit der Sicherung des objektiven Tatort- oder Ereignisortbefundes und deren operativer Auswertung sollen objektive Sachbeweise gesichert und für das kommende Strafverfahren lückenlos und beweissicher dokumentiert werden.

### Personenschutz
Das Landeskriminalamt ist zuständig für den Schutz festgelegter Repräsentanten des Freistaates Thüringen. Hauptziel dieses Personenschutzes ist die Verhinderung oder die Abwehr von physischen Angriffen oder solchen, die sich gegen die Willens- und Handlungsfreiheit der gefährdeten Personen richten.

### Kriminaltechnik

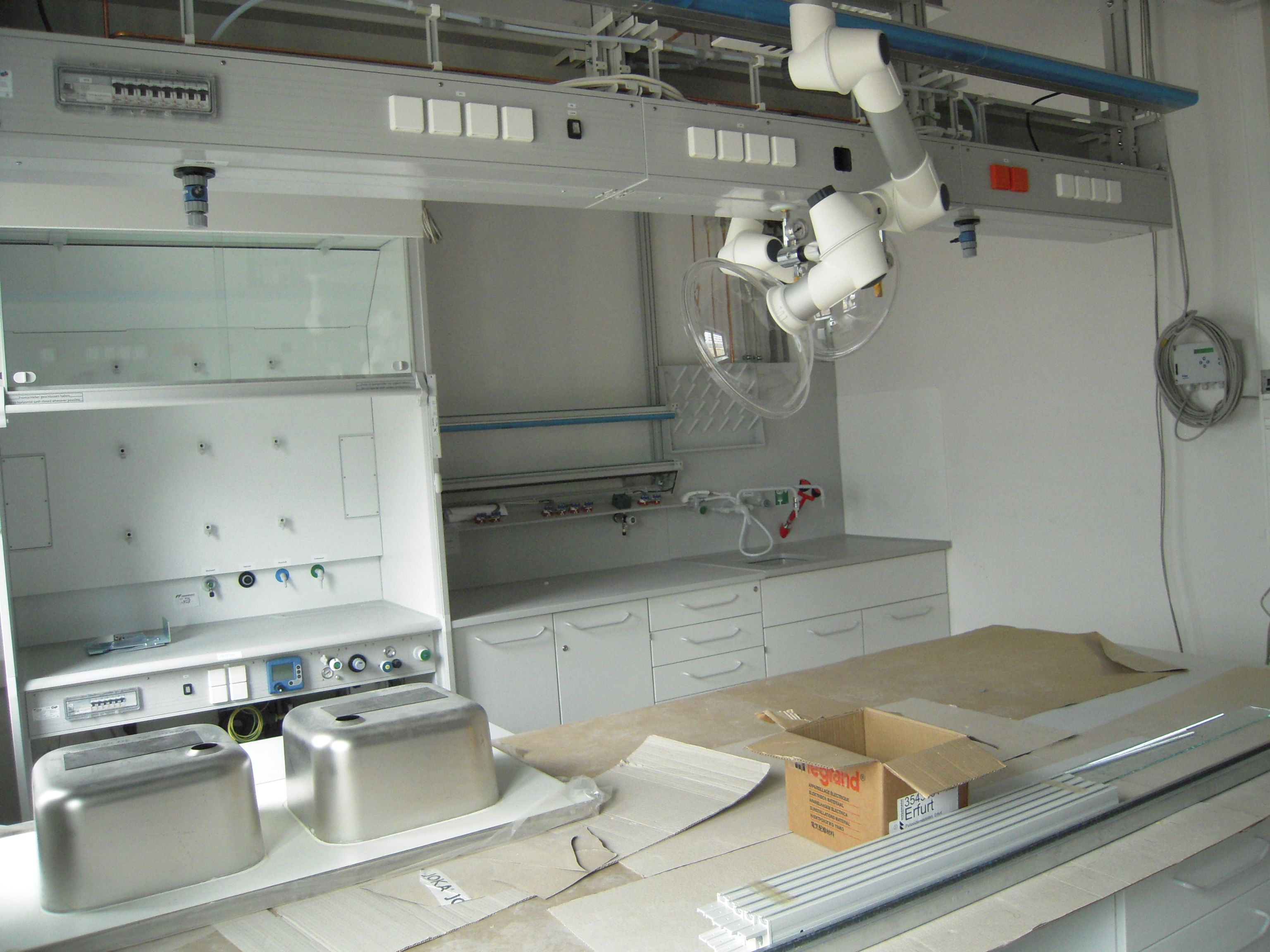
Einblick in eines der Labore der Kriminaltechnik in der Kranichfelder Straße, Erfurt/Deutschland

Die Abteilung Kriminaltechnik leistet für die gesamte Thüringer Polizei Unterstützungsarbeit bei der Erlangung und Bewertung von Beweismitteln im Ermittlungsverfahren durch die Erstellung von Gutachten in folgenden Expertisenstrecken:
- forensische Chemie, Physik und Brandanalytik
- forensische Faser- und Haaranalytik sowie Molekulargenetik
- forensische Informations- und Kommunikationstechnik
- technische Formspuren, Waffen, Urkunden und Handschriften
- Daktyloskopie, Erkennungsdienst

Die im Ergebnis der Untersuchungen auf Anforderung der Polizeidienststellen, Staatsanwaltschaften und Gerichte erstellten kriminaltechnischen und erkennungsdienstlichen Gutachten können durch die Sachverständigen bei Bedarf auch vor Gericht vertreten werden.
Sachverständige für Branduntersuchung unterstützen beispielsweise die Polizeidienststellen im Rahmen der Ermittlung von Brand- und Explosionsursachen vor Ort.
Nach wie vor stellen die klassischen kriminaltechnischen Disziplinen Daktyloskopie sowie Formspuren und Waffen wichtige Teilbereiche der forensischen Expertisentätigkeit mit jeweils sehr hohem Auftragsvolumen dar. Parallel dazu werden auch chemische, physikalische und biologische Untersuchungen durchgeführt und Beweismittel begutachtet.
Der Bereich Forensische Informations- und Kommunikationstechnik erstellt auftragsbezogene Gutachten zu kriminalpolizeilichen Fragestellungen mit IT-Bezug. Die Untersuchungsergebnisse liefern Hinweise für weitere polizeiliche Ermittlungen.

## Kritik

### Kritik im Zusammenhang mit dem NSU
Dem LKA Thüringen wird schweres Versagen bei der Aufklärung der Verbrechen des so genannten Nationalsozialistischen Untergrunds (NSU) vorgeworfen. Dem Kriminalhauptmeister beim Staatsschutz, Mario Melzer, der sich gegen Behinderungen seiner Ermittlungstätigkeit gegen den NSU bei Vorgesetzten beschwert hatte, werden öffentliche Aussagen gegenüber Medien von der Behördenleitung untersagt, obwohl er bereits in Untersuchungsausschüssen von Landtagen und des Bundestages in öffentlicher Sitzung ausgesagt hatte. Eine ARD-Dokumentation wirft Mitarbeitern der Behörde gezieltes Weggucken vor, das im Resultat zum Tod von 10 Personen geführt hat. Die NSU-Untersuchungsausschüsse des Bundes und in Thüringen legten in der Ermittlungsarbeit des LKA Thüringen eine Serie von Fehlern und Ungenauigkeiten offen. Unter anderem wurde eine im Januar 1998 beschlagnahmte Adressliste von NSU-Unterstützern aus der Neonaziszene 14 Jahre lang kaum ausgewertet in der Asservatenkammer abgelegt.

### Ermittlungen gegen eigenes Personal und Gewerkschafter
Nachdem im November 2010 für über ein Jahr Kameras installiert wurden, um einen vermeintlichen Dieb von Toilettenpapier zu ermitteln, stellte sich heraus, dass dies ohne Beschluss und damit rechtswidrig erfolgte. Ein Beamter, der die Maßnahme kritisierte, fand sich darauf selbst als Ziel von Ermittlungen wieder. Der ehemalige LKA-Präsident Werner Jakstat leitete auf die Anzeige ein internes Verfahren ein. Nach ausbleibendem Erfolg der Ermittler schaltete Jakstat die Staatsanwaltschaft Erfurt ein. Für die Auswertung der Videoaufnahmen wurde mindestens ein Beamter des Staatsschutzes abgestellt, der sich im Wesentlichen mit Neonazis oder Linksextremisten beschäftigt.
Dem Landesbezirksvorstand der Gewerkschaft der Polizei Kai Christ wurde unterstellt, er habe Prüfungsergebnisse an eine Polizeischülerin verraten. Als keine Beweise gefunden wurden, wurde ihm ein Verhältnis mit der Schülerin unterstellt. Dem Vorgänger von Christ, Marko Grosa, wurde unterstellt, 56 Euro veruntreut zu haben. Bei ihm erfolgten die Beschlagnahme seines Laptops und eine Hausdurchsuchung. Über 20 haltlose Verfahren sollen insgesamt eingeleitet worden sein. Grosa sieht durch Anlass und Maßnahmen das Vertrauen in den Rechtsstaat als „nicht mehr gegeben“.